# Smoothie King Center

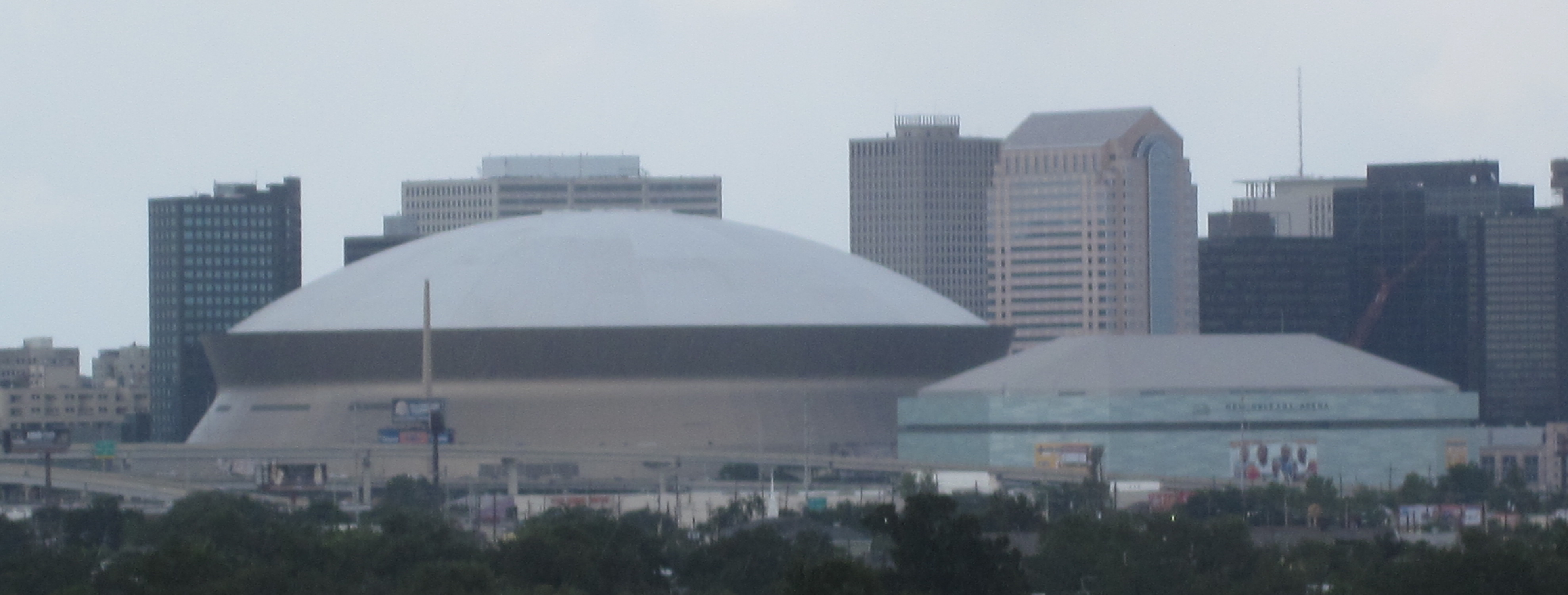
Smoothie King Center (till höger) och Mercedes-Benz Superdome, 2011.

Smoothie King Center, tidigare New Orleans Arena (1999–2014) är en multiarena i New Orleans, Louisiana, i USA. Arenan är hemmaarena för basketklubben New Orleans Pelicans i National Basketball Association (NBA).
Arenan har under basketmatcher kapacitet för maximalt 18 500 åskådare men ser ändå liten ut jämförd med den gigantiska fotbollsarenan Mercedes-Benz Superdome som ligger alldeles bredvid.